# Picior (anatomie)
Piciorul (numit și laba piciorului în limbajul popular) este o structură biologică aflată la extremitatea membrelor inferioare care se găsește la multe animale.[N1]
Omul folosește piciorul pentru stațiunea și locomoția bipedă. Structura picioarelor și cea a mâinilor omenești reprezintă, din punct de vedere anatomic, variații ale unei structuri pentaradiale (cu cinci degete), la fel ca la multe alte vertebrate. Mâinile și picioarele sunt structurile osoase cele mai complexe din corp.
Scheletul piciorului este format din:
- oasele tarsiene, grup format din șapte oase
- oasele metatarsiene, grup format din cinci oase
- falangele (oasele degetelor) cu paisprezece oase

## Structură
Piciorul uman e o structură mecanică complexă conținând 26 de oase, 33 de articulații (20 din ele articulate activ) și mai mult de o sută de mușchi, tendoane și  ligamente.

## Tarsul

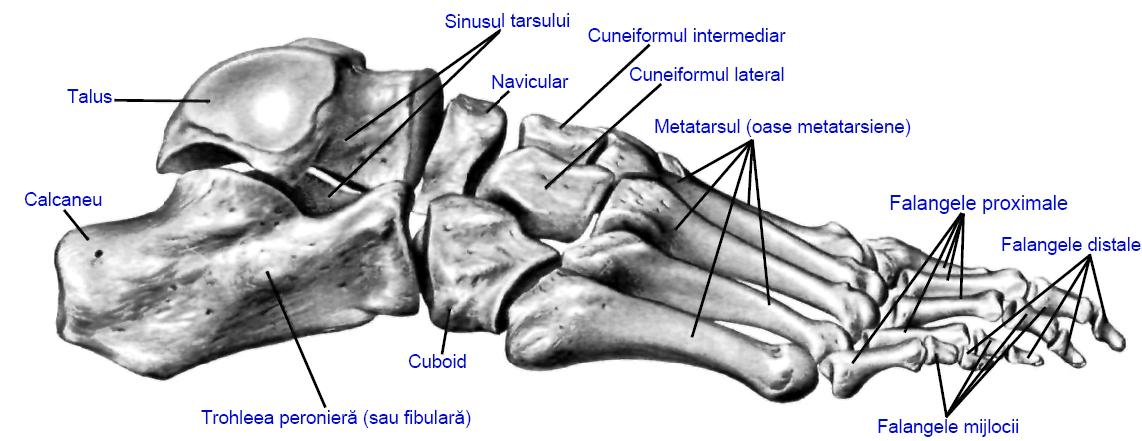
Oasele piciorului văzute lateral (după Sobotta's Atlas and Text-book of Human Anatomy 1909).

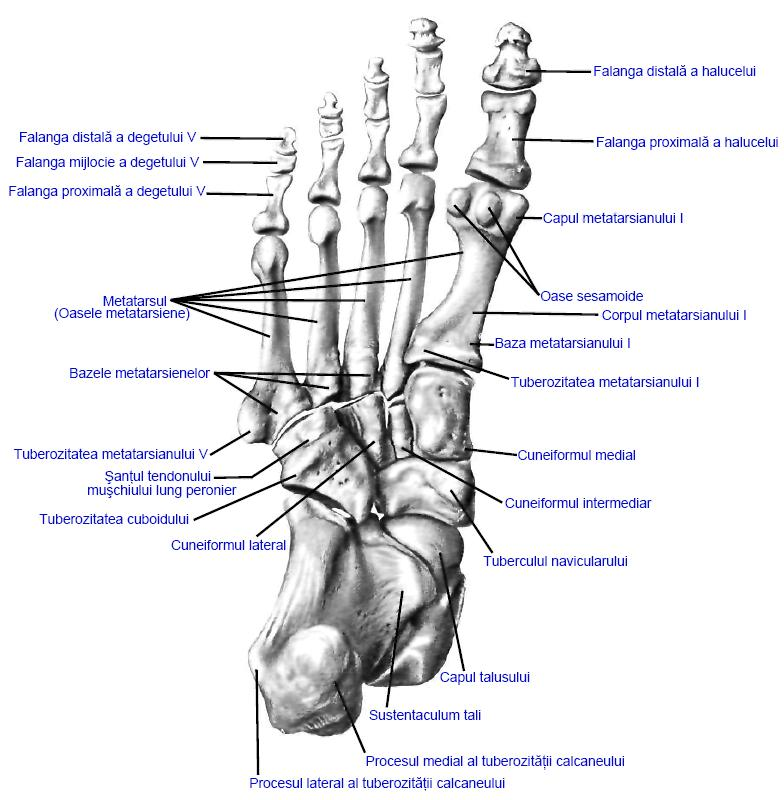
Scheletul piciorului. Fața plantară (după Sobotta's Atlas and Text-book of Human Anatomy 1909).

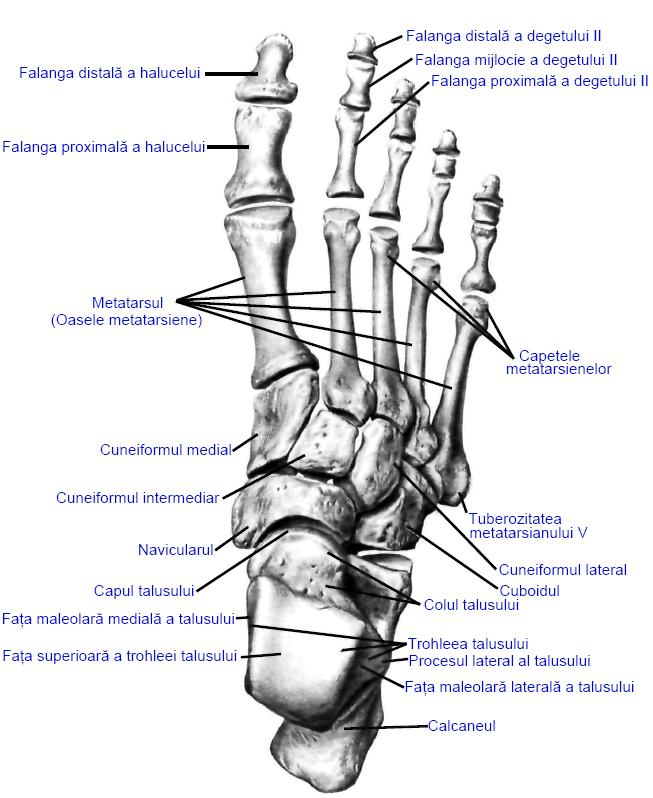
Scheletul piciorului. Fața dorsală (după Sobotta's Atlas and Text-book of Human Anatomy 1909).

Tarsul este format din șapte oase dispuse pe două rânduri:
- un rând posterior cu două oase suprapuse: talusul sus și calcaneul jos;
- un rând anterior cu celelalte cinci oase: navicularul, cuboidul și trei cuneiforme.

Oasele tarsului pot fi grupate și în două rânduri antero-posterioare: un rând medial ce cuprinde: talusul, navicularul și cele trei cuneiforme și un rând lateral, în care se găsesc calcaneul și cuboidul.

### Talusul sau Astragalul
Este situat în vârful masivului tarsian, fiind interpus între oasele gambei, respectiv calcaneu și navicular. El este format dintr-un corp, un cap și un col ce unește primele două porțiuni. Porțiunile talusului sunt bine izolate și ușor de recunoscut; cu toate acestea este considerat în întregime și comparat cu un cuboid, căruia i se descriu șase fețe.
Unghiurile talusului. Corpul formează cu colul două unghiuri: unghiul de declinație și unghiul de înclinație, unghiuri ce formează prin faptul că, la acest os, colul nu continuă direcția corpului, ci este înclinat în jos și medial. Unghiul de înclinație este deschis în jos și are în medie 115°. Unghiul de declinație este deschis medial și are 158°.
Cele două unghiuri se modifică în unele deformări ale piciorului. Unghiul de înclinație este cu atât mai deschis, cu cât piciorul este mai plat și, dimpotrivă, cu atât mai închis, cu cât piciorul este mai boltit. Unghiul de declinație este mai mic și colul mult deviat medial în piciorul varus.
Orientare Se așează înainte capul, în sus trohleea, lateral fața articulara triunghiulară.
Fețele talusului sunt: superioară, inferioară, laterală, mediala, anterioară și posterioară.

### Calcaneul
Este cel mai voluminos os al tarsului. Are o formă prismatică, fiind alungit antero-posterior și ușor turtit transversal. Are șase fețe: superioară, inferioară, laterală, medială, anterioară, posterioară.
Călcâiul sau regiunea calcaneană este format din tuberozitatea calcaneană și părțile moi care o acoperă.

Orientare. Se așează în sus fața prevăzută cu trei fetișoare articulate; posterior extremitatea cea mai voluminoasă; medial fața prevăzută cu un șanț adânc. 

### Navicularul
Este un os scurt, turtit dinainte înapoi. Este situat pe partea medială a piciorului, fiind cuprins între capul talusului, cuboid și cele trei cuneiforme. Are șase fețe: posterioară, anterioară, dorsală, plantară, medială, laterală.

### Cuboidul
Este un os scurt, cu o formă neregulată cuboidală; este așezat pe partea laterală a piciorului. Are șase fețe: superioară,  posterioară, inferioară, anterioară, medială, laterală.

### Cuneiformele
Sunt trei oase de formă prismatic triunghiulară: 
- Cuneiformul medial, este cel mai mare,
- Cuneiformul intermediar, este cel mai mic,
- Cuneiformul lateral.

Ele contribuie la edificarea bolții transversale a piciorului. Ocupă spațiul dintre cuboid si navicular.

## Metatarsul
Este format din cinci oase metatarsiene. Numerotarea lor se face dinspre marginea mediala spre cea laterala a piciorului, de la I la V.

### Caractere generale
Metatarsienii sunt oase lungi și perechi. Prezintă un corp, o bază și un cap. 
1. Corpul este prismatic triunghiular, având o fată dorsală, altă laterală, iar a treia medială. Fața dorsala face parte din dosul piciorului; celelalte fețe delimitează spațiile interosoase.
2. Baza numită și extremitate posterioară, se articulează cu oasele tursului și cu metatarsienii învecinați.
3. Capul numit și extremitate anterioară, este turtit transversal și se articulează cu falanga proximală.

### Caractere proprii
Metatarsianul I este cel mai scurt și cel mai gros. Baza osului se articulează cu cuneiformul medial și cu metatarsianul II. Pe bază se găsește o tuberozitate care se poate explora prin palpare, pe ea se însera mușchiul peronier lung.
Metatarsianul II este cel mai lung. Baza lui se articulează cu toate cele trei  cuneiforme, respectiv cu metatarsianul I și III.
Metatarsianul III. Bază se articulează cu cuboidul și cu cuneiformul lateral, respectiv cu metatarsianele II și V.
Metatarsianul IV. Bază se articulează cu cuboidul și cu cuneiformul lateral, respectiv metatarsienele III și V.
Metatarsianul V. Bază se articulează cu cuboidul și cu metatarsianul IV. Baza prezintă lateral o tuberozitate ce se poate palpa sub piele.

## Oasele degetelor
Degetele sunt în număr de cinci, numerotate de la I la V, de la marginea medială spre cea laterală a piciorului. Degetul I poartă numele încă de haluce, iar degetul V de deget mic.
Oasele care formează degetele se numesc falange. Se găsesc în total 14 falange: fiecare deget are trei, în afară de haluce care are numai două. Falangele se prezintă după tipul celor de la mână cu deosebirea că cele de la picior sunt mult mai reduse în dimensiune. În acest fel fiecare falangă prezintă un corp, o bază sau extremitate posterioară și un cap sau extremitate anterioară. Falangele halucelui sunt deosebit de puternice. 
Falanga proximală este turtită transversal, prezintă și suprafață ovalară, concavă, pentru articularea cu capul metatarsianului corespunzător.
Falanga mijlocie este scurtă, fiind formată aproape numai din bază și cap.
Falanga distală este de dimensiuni reduse. Capul este turtit. Pe fața plantară are o rugozitate numită tuberozitatea falangei distale în raport cu pulpa degetului, în fața dorsală susține unghia.

## Tipuri morfologice ale piciorului la oameni
Se disting trei tipuri morfologice:
- tipul grecesc, numit așa deoarece se regăsește în sculpturile grecești vechi: degetul al doilea este cel mai lung pe urmă degetul mare, al treilea deget măsoară un pic mai puțin ca al doilea iar cel de-al patrulea și al cincilea mai mici. La acest tip de picior greutatea se lasă pe partea din față a piciorului. Aproape 15% dintre oameni au acest tip de picior.
- tipul polinezian sau pătrat, ca cel care se regăsește în tablourile lui Paul Gauguin. În acest tip de picior degetele au formă asemănătoare și o lungime aproximativ egală. Aproximativ 25% dintre oameni prezintă acest tip de morfologie a piciorului.
- tipul egiptean, prezent în statuile faraonilor: degetul mare este cel mai impunător prin mărime și lungime restul urmândul în ordine descrescătoare. Este tipul de picior cel mai expus bătăturilor și artrozei metatarsofalangiene. Acest tip de picior este cel mai des întâlnit, fiind prezent la aproximativ 60% dintre oameni.

## Patologia piciorului

### Piciorul plat
Piciorul plat, denumit și platfus, este o deformare a piciorului uman caracterizată prin prăbușirea bolții plantare astfel încât planta (talpa) vine în contact complet sau parțial cu solul. Această deformare, care poate determina dureri și oboseală, se poate corecta prin utilizarea de susținătoare plantare (talonete).